# Sima Yi
Sima Yi (n. 179 - d. 7 septembrie 251), nume de curtoazie Zhongda, a fost un general militar, oficial guvernamental și regent al statului Wei în timpul perioadei celor Trei Regate din China. Este cel mai bine cunoscut pentru apărarea statului impotriva unei serii de invazii, între 230 și 234, ale statul rival Shu Han. Succesul și ascensiunea ulterioară la putere, ca regent al regatului Wei, au deschis calea pentru fondarea Dinastiei Jin (265-420) de către nepotul său Sima Yan. În 265, după ce Sima Yan a devenit împărat, și-a onorat bunicul cu titlul postum împăratul Xuan de Jin, și numele de la templu Gaozu.